# L!VE
Das monatlich erscheinende Magazin L!VE ist das auflagenstärkste Stadtmagazin im Saarland mit Sitz in Saarbrücken. Das Magazin wird über Einzelhandel, Freizeiteinrichtungen, Universitäten sowie Bars, Hotels und Diskotheken vertrieben. Die kostenlose, werbefinanzierte Publikation war bis Herbst 2013 IVW-geprüft. Die Druckauflage im 1. Quartal 2016 wurde mit 34.826 Exemplaren angegeben.
Die Inhalte des Heftes sind Kolumnen, Veranstaltungstipps, Musik-, Film- und Literatur-Besprechungen, Fotostrecken, Kleinanzeigen, Cartoons, Horoskope und ein mehrseitiges Titelthema.